# 장채근
장채근(張彩根, 1964년 3월 28일 ~ )은 전 KBO 리그 해태 타이거즈의 포수이다. 현재는 홍익대학교 야구부 감독이다.
1986년 성균관대학교 체육교육학과(1982학번)를 졸업하고 해태 타이거즈에 입단했다. 1988년부터 해태 타이거즈의 주전 포수로 활동하면서 해태 타이거즈의 한국시리즈 우승에 기여하였으나 1990년에는 4월 26일 광주 태평양전에서 4회초 홈에 뛰어들던 태평양 정진호의 스파이크에 오른쪽 허벅지를 찍혀 20바늘을 꿰매는 중상을 입어 한동안 결장하는 등 61경기 7홈런에 머물렀고 1993년부터는 정회열에게 주전 자리를 빼앗겼으며 결국  1994년 6월 8일 최해식과 트레이드되어 쌍방울 레이더스에서 은퇴했는데 이 과정에서 쌍방울은 최해식과 1995년 신인드래프트 2차지명 1순위를 해태에 넘겼지만 "노장을 데려오는 것은 그 동안 계속된 쌍방울의 잘못된 트레이드 관행"이란 혹평을 받아야 했고 1994년 시즌 중에 앞서 전년도 시즌 후 쌍방울 트레이드설이 제기되기도 했다. 2008년에는 우리 히어로즈의 배터리 코치로 활동하였다. 1991년 한국시리즈에서 맹활약하며 한국시리즈 MVP에 선정되기도 했다. 1988년, 1991년, 1992년에 포수 부문 골든 글러브를 수상하였다. 2011년 홍익대학교 야구부 감독에 선임되었으며 성균관대 2년 후배이자 해태(88~89년)(선수)와 쌍방울(94~95년)(장채근-선수 서창기-코치)에서 한솥밥을 먹은 서창기 순천효천고 4대 감독을 2019년 시즌 후 홍익대 코치로 불러오기도 했고 이외에도 대학 동기인 한희민을 KIA 타이거즈 코치로 추천시킨 바 있었는데 정재공 당시 KIA 단장이 본인(장채근) 한희민 두 선수의 성균관대 선배였다. 
그러나, 한희민 코치는 정재공 단장이 2007년 10월 9일 성적 부진을 이유로 경질되면서 같은 달 21일 본인(장채근) 등과 함께 팀을 떠나야 했다.

## 출신 학교
- 송정동초등학교
- 광주동성중학교
- 광주상업고등학교
- 성균관대학교 체육교육학과(1982학번)

## 장채근을 연기한 배우
- 차현우 - 퍼펙트 게임 (2011년 영화)